# Дэвис, Джимми
Джи́мми Дэ́вис (англ. Jimmie Davis; 9 ноября 1899 — 11 ноября 2000) — американский певец в стиле кантри, дважды в 1944 и 1960 годах избиравшийся губернатором своего родного штата Луизиана (губернаторские сроки 1944—1948 и 1960—1964). В 1972 году Дэвис избран в Зал славы кантри. Самая знаменитая песня музыканта — «You Are My Sunshine», которую он, купив на неё авторские права, выпустил на лейбле Decca в 1940 году. Годом позже в кавер-версиях Джин Отри и Бинга Кросби она стала всенародно знаменитой. Теперь это официальная песня штата Луизиана и песня, включённая в Зал славы «Грэмми».

## Дискография

### Синглы
| Год  | Название                              | US Country |
| ---- | ------------------------------------- | ---------- |
| 1937 | «Nobody’s Darling but Mine»           | —          |
| 1938 | «Meet Me Tonight in Dreamland»        | —          |
| 1940 | «You Are My Sunshine»                 | —          |
| 1944 | «Is It Too Late Now»                  | 3          |
| 1944 | «There’s a Chill on the Hill Tonight» | 4          |
| 1945 | «There's a New Moon Over My Shoulder» | 1          |
| 1946 | «Grievin' My Heart Out for You»       | 4          |
| 1947 | «Bang Bang»                           | 4          |
| 1962 | «Where the Old Red River Flows»       | 15         |